# Pfarrhof Winterbach (Schwaben)

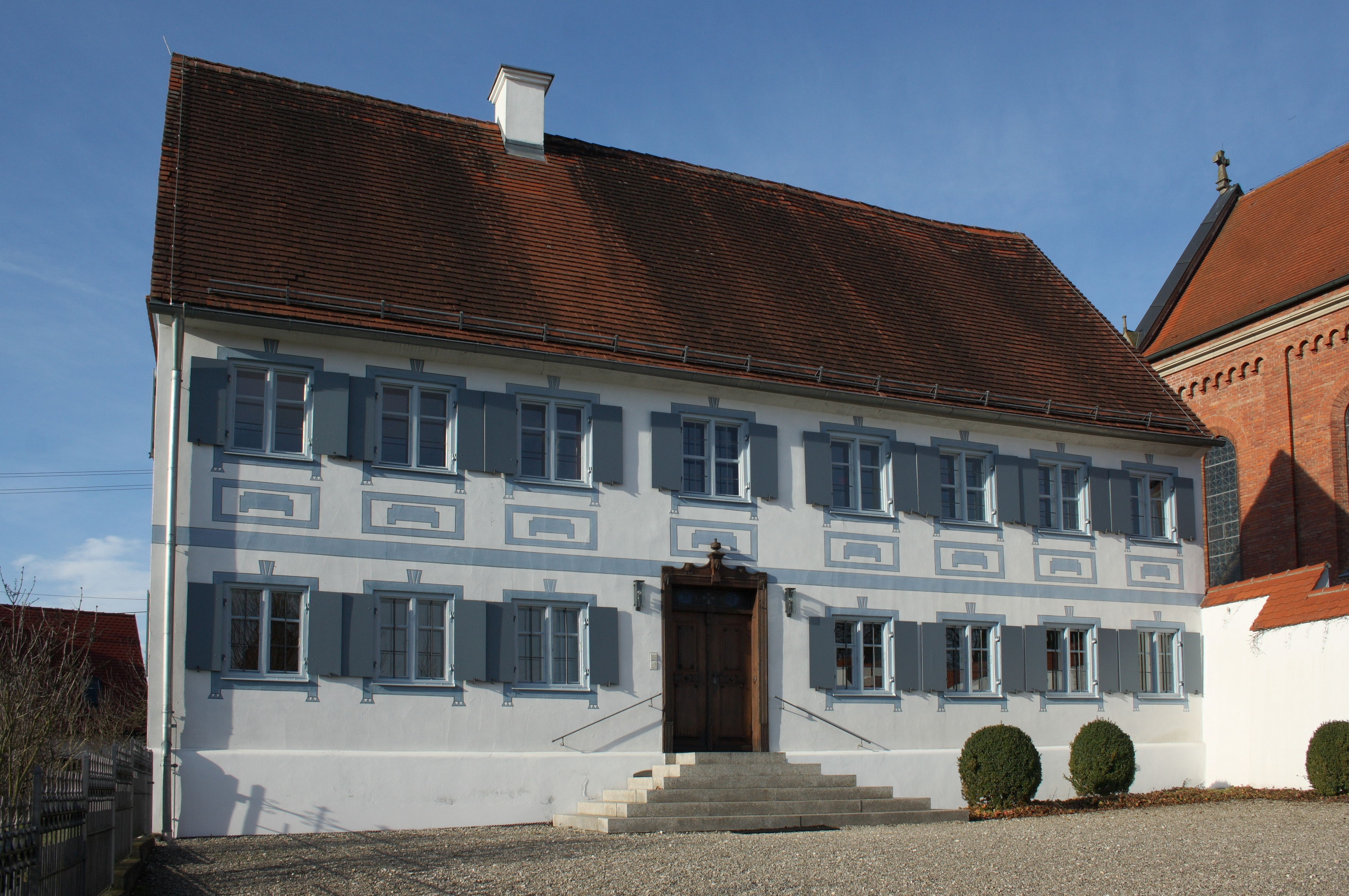
Pfarrhaus in Winterbach (rechts hinten die Kirche)

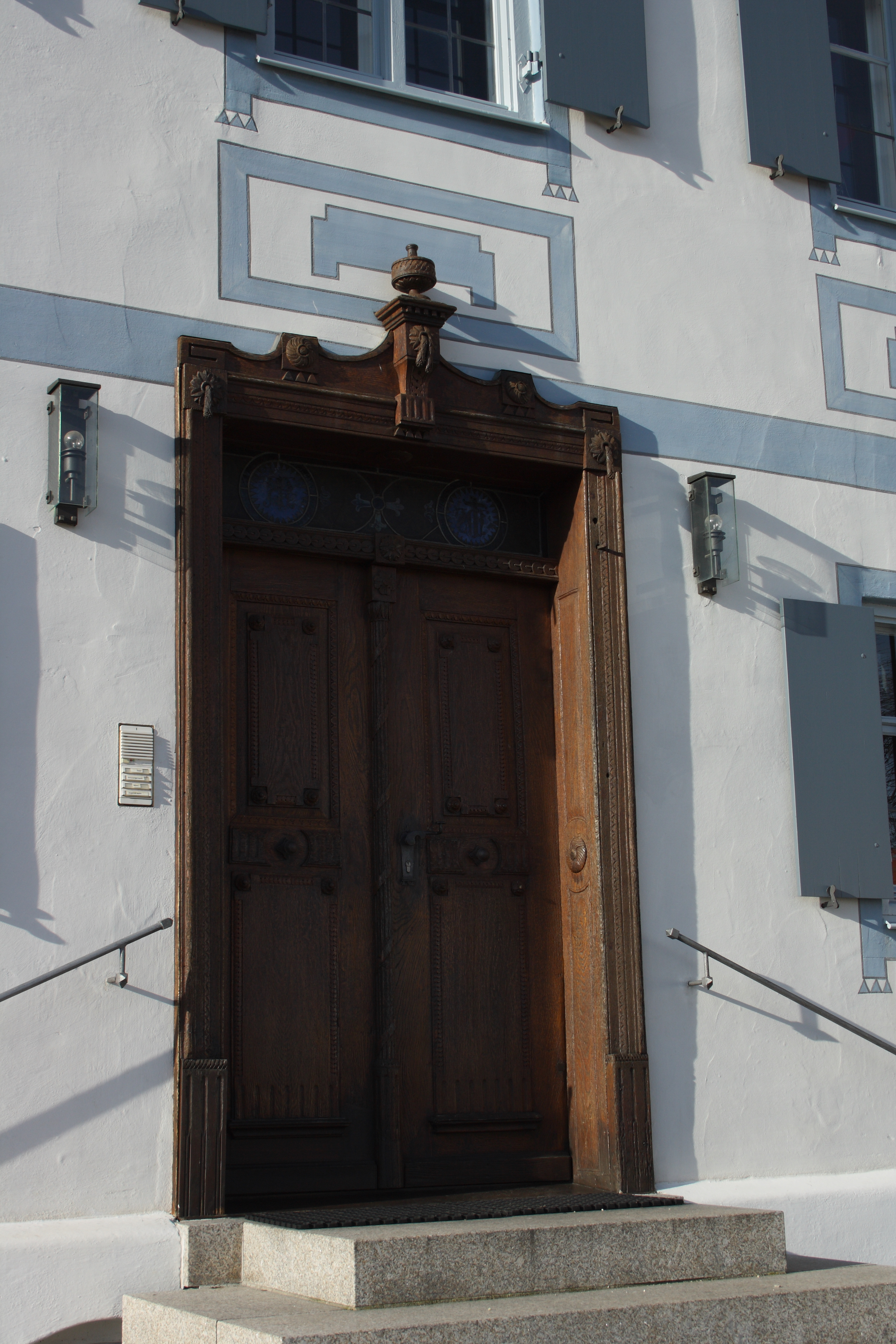
Portal

Der Pfarrhof in Winterbach, einer Gemeinde im Landkreis Günzburg im bayerischen Regierungsbezirk Schwaben, wurde Ende des 18. Jahrhunderts errichtet. Das Pfarrhaus am Kirchberg 5, südlich der Pfarrkirche St. Gordianus und Epimachus, ist ein geschütztes Baudenkmal.

## Beschreibung
Der Pfarrhof bestand aus dem Pfarrhaus und einem in den 1970er Jahren abgebrochenen Pfarrstadel aus dem Jahr 1692. 
Das Pfarrhaus ist ein zweigeschossiger Satteldachbau mit vier zu acht Fensterachsen. Die zweiflügelige Haustür besitzt ornamentale Applikationen und ein Buntglasfenster als Oberlicht. 
Im Inneren ist die geschnitzte und reich profilierte Holzausstattung erhalten: Treppenläufe mit Balustern und Spiralrosetten, zwei und vierfeldrige Türen und Dielenböden. Ein gusseiserner Zierofen aus dem Jahr 1877 mit Kachel und Turmaufsatz ist ebenfalls erhalten. 